# 瓦迪斯瓦夫·扬·乌明斯基
瓦迪斯瓦夫·扬·乌明斯基，（1865年11月10日-1954年12月31日）是一位波兰记者、小说作家和科学教育家。作为早期科幻小说作家，他被誉为“波兰的儒勒·凡尔纳”，并被公认为波兰科幻小说和冒险文学的先驱。他创作了约三十部小说和大量科普文章，将科学探索与冒险叙事相结合，旨在教育年轻读者，因此他的大部分小说被归类为青少年文学。他的作品也以探索和冒险为主题，强调技术创新、爱国主义和道德进步，经常以波兰人为主角，并倡导波兰独立。乌明斯基的小说在波兰文学中推广了航空和太空探索等概念，而他的新闻报道则涵盖了科学、教育和文学评论领域。尽管他死后声望逐渐下降，但他对波兰文学和教育的贡献为他赢得了诸多赞誉，包括1952年 荣获的波兰复兴勋章军官十字勋章。

## 生活
瓦迪斯瓦夫·乌明斯基 1865 年 11 月 10 日出生于俄罗斯分割波兰的普热德奇村。他的父亲尤利安·乌明斯基是一名画家，母亲特克拉是一名教师。他有三个兄弟姐妹。 1874 年，全家搬到华沙，他在那里上中学和真正的学校。15 岁时，他写了他的第一部小说，短篇小说“Z Korsyki”（来自科西嘉岛），并将其发表在杂志Przyjaciel Dzieci  [ pl ]（儿童之友）上。
在俄罗斯帝国军队担任工兵后，他在圣彼得堡大学自然科学系学习。在圣彼得堡，他为当地波兰人组织了一个波兰语图书馆。 19世纪 80 年代末，他回到华沙，在一家自流井公司工作，在华沙理工大学图书馆编目书籍，并就自然科学和技术主题发表客座演讲。他还参加过地下教育。
自1888年起，在大约二十年的时间里，他为各种期刊撰稿，有时担任编辑或出版。他撰写的科学专栏包括《化学》、《科学运动》、《纯粹科学与应用科学》、《科学家工作室》和《科学纪事》等。他合作过的期刊包括Czytelnia dla wszystkich  [ pl ]（通用图书馆，1903-05 年，他于 1904 年编辑并出版）、Dziennik Kijowski  [ pl ]（编辑，1905 年之后）、Dziennik Wileński、Gazeta Warszawska (1898-1901)、Gazeta Wileńska（编辑，1905）、Kurier Codzienny  [ pl ]（1897-1904）、 Kurier Warszawski（1888-1923；这可能是他发表第一篇科普文章的地方——关于牛）、Miesiąc Ilustrowany（1912-1913/14，编辑和出版商）、Nowa Gazeta  [ pl ]（1906–1915），奥格罗德尼克（编辑，1898），Pielgrzym  [复述]、Prawda  [复述] (1894–1910)、Przyjaciel Młodzieży (c. 1910 年代中期) Rolnik i Hodowca、Tygodnik Illustrowany (1896–1899)、 Tygodnik Mód i Powieści  [复述 ] ( 1895–1914)、Wędrowiec  [ pl ] (1888–1900) 和Wieczory Rodzinne  [ pl ] (1909–1912，编辑和出版商)。第一次世界大战后，他减少了新闻活动，尽管他在 1933 年为航空杂志Lot Polski  [ pl ]撰写了一些内容。
1891 年，他出版了第一部小说Zwycięzcy oceanu（《海洋征服者》），此后该小说多次重印（还有捷克语译本）。 1894 年，他出版了第二部小说，第一部以一个（略带）未来感的小玩意为主角，因此被归类为他的第一部科幻小说（《飞向极地》；以气球和飞机的混合体为主角）。在接下来的几年里，他又出版了更多的小说，通常一年就出版好几部。许多作品都先在与他合作的各种杂志上发表。他的许多书都由Gebethner i Wolff  [ pl ]出版社出版。 除了小说，他还撰写有关科学的书籍；从航空主题的Żegluga powietrzna. Balony i aerostaty. Lot ptaków. Maszyny latające. Baterya gazowa do celów aeronautyki (1894) 开始。这本书和他的许多其他科学书籍一样，也广受好评。他 1899 年的Ocean i jego tajemnice一度是第一本也是唯一一本关于海洋生物学的波兰语书籍；同样，他同年出版的Nansen pośród lodów północy. Odczyt ludowy被认为是第一本与极地研究相关的波兰出版物。 1921 年，他出版了 15 卷本的文集《青年小说选集》 （Wybór powieści dla młodzieży）。 1926年，他出版了波兰侦察员和探险家耶日·耶林斯基（Jerzy Jeliński）的旅行记小说。
尽管他写过很多科学题材的文章，从工程学到生物学和环境科学（他的一些作品甚至被用作高中的教学课程），但航空很可能是他最大的爱好。年轻时，他制作过飞行器模型，并在工业和农业博物馆工作，在那里他遇到了玛丽·居里；他还声称发明了军用 电刑装置，并设计过飞行器的往复式发动机，但没有成功。 由于经济困难，他无法在现实中实现自己的想法，这也是他从事文学创作的动机之一。他在波兰华沙创立了第一个注册的航空俱乐部（关于日期，来源各不相同：1895 年或 1889 年）。他 1911 年的小说《Samolotem naokoło świata》（可能还有一些更早的作品）使现代波兰语中表示飞机的单词samolot变得流行起来，人们有时认为这个词是他创造的。
他一生都在国外旅行，正如他后来所描述的那样，经常“身无分文”。第一次世界大战前，他游历了北美和南美；战后，他访问了巴西、土耳其、意大利、法国和英国。波兰第二共和国时期，他住在比得哥什，后来住在华沙。波兰重新独立后，他为多家政府机构工作（1918 年任移民局；1921 年任内务部新闻代表，后来任电影办公室）。他是波兰作家专业协会(  Związek Zawodowy Literatów Polskich, ZZLP)的成员。 1949 年，他还加入了波兰作家联盟。第二次世界大战期间，他的房子在德国入侵波兰时被摧毁。此后，他住在华沙附近的米拉诺维克。
1952 年，他被授予波兰复兴勋章军官十字勋章，以表彰他一生的文学成就。然而，在那段时间里，他的经济状况也很差，因为当时的共产主义政权认为他的作品在意识形态上存在问题（他尤其因对美国进行正面描述而受到批评），并且不支持这些作品的再版，尤其是当 Umiński 继续试图通过私人 Gebethner i Wolff 出版社出版这些作品时，因为当时私营企业受到越来越多的歧视。他的一些作品被审查机构暂时禁止。他的最后一部小说，科幻小说Zaziemskie światy（Otherworldly Worlds），在战争期间完成，被审查员扣押，并在 1948 年取消了初版，于 1956 年在他死后出版。 
乌明斯基于 1954 年 12 月 31 日在华沙逝世。他被葬于波瓦兹基公墓。他留下了一部未完成的小说手稿《一千年后的世界》，很可能是受到威尔斯《时间机器》的启发。另一部在他生命即将结束时完成的小说《战时孤儿》及其续集从未出版，现在被认为已经丢失。

## 分析
他的作品以科幻、探险、冒险以及支持波兰独立为主题。他被称为“波兰异国旅行和冒险作品的奠基人”。他的科幻主题与他普及科学的意图紧密相关。他的大部分作品被归类为青少年文学。
波兰文学评论家和文学史学家安德烈·涅维亚多夫斯基 （ Andrzej Niewiadowski ）和安东尼·斯穆什凯维奇 （Antoni Smuszkiewicz ）指出，他的故事主人公几乎都是魅力非凡的“勇敢的探险家，通常是科学家和杰出的工程师”，他们利用尖端发明（飞机、潜艇等）“与其他文明建立联系，挑战自然……克服自身的恐惧，证明人类能够克服一切障碍的力量和威力……”，并开辟通往更光明未来的道路。这些作品充满乐观主义；涅维亚多夫斯基和斯穆什凯维奇进一步写道：“在与自然的冲突中，文明取得了毋庸置疑的胜利”，人物在逆境中不断成长。他的作品中反复出现的主题是先进设备的失灵，主人公必须修理或改进这些设备才能炫耀自己的技能——这个主题与教育推广有关，也与波兰实证主义时代的流行有关（参见有机工作、草根工作 [ pl ]；尽管乌明斯基的大部分科幻作品是在青年波兰时代创作的，但他作品的教育性质意味着它们被视为早期实证主义时代的一部分）。他笔下的人物也与儒勒·凡尔纳的人物相似，可以简单地描述为尼采的超人。
乌明斯基的作品也被视为波兰独立事业的推动者。他的许多作品大多创作于波兰分裂时期，以波兰人为主角，描写了波兰科学家或企业家的发明，以及由波兰人组织和领导的探险活动。
从现代的角度来看，他的作品被批评为没有深入探讨社会问题或未来社会的变革，他的科幻理念被认为并不是特别具有革命性或想象力，而是对现有技术（留声机、潜艇、飞机）的简单推断和改进。另一方面，斯穆什凯维奇指出，这意味着他的作品中提出的发明比凡尔纳或威尔斯的发明更现实。他书中描述的许多设备在出版几年内就变成了现实。众所周知，他会在新版本中调整他的发明的细节，以反映不断发展的技术状态。波兰文学学者卡米拉·布德罗斯卡 （Kamila Budrowska ）认为，他的科幻主题应该更多地通过他的教育活动而不是想象力的实验来看待。 尽管如此，他的一些作品也以太空旅行为特色，其中《W nieznane światy》 [ pl ]（1895 年）的主角试图联系火星，《Zaziemskie światy》（1948 年）的主角访问了金星。
乌明斯基对技术进步的积极看法在其晚期著作（《技术进步》）中有所转变，这可能反映了他在战时对这一趋势破坏性后果的失望。在这部著作中，乌明斯基提倡的不是技术进步，而是道德进步。
对乌明斯基作品的研究受到阻碍，因为研究人员无法获得作者的档案。这些档案如果还存留下来，很可能由他的继承人保管。

## 接待
他一生创作了约三十部小说和选集。他以作家、翻译和出版家的身份积极参与科普教育活动；他撰写了数百甚至数千篇科普文章，以及约四十本大型宣传册（有时也被归类为书籍）。
Niewiadomski 和 Smuszkiewicz 称他为波兰最著名的科幻小说作家之一。尽管如此，虽然 Umiński 生前很受欢迎，但现代读者却认为他“被遗忘了”，Budrowska 认为，如今他在学者中（尤其是波兰科幻小说和文学研究者）比普通读者更出名。
他的作品在他生前就很受欢迎，并有许多版本。关于这些作品是否经得起时间的考验存在一些分歧。早在 1955 年，一位评论家就指出，他的作品经不起时间的考验，大多具有历史价值。 2013 年，Damian Makuch 也持类似观点，他指出，在 Umiński 死后，他的作品缺乏与当时技术发展同步的更新，而 Smuszkiewicz 在 1982 年指出，其作品的再版使用第一版来强调历史的、不合时宜的主题。 2015 年，Kamila Budrowska 表示，20 世纪 50 年代的年轻人已经不欣赏 Umiński 的风格。不过，Krystyna Jakowska  [ pl ]在 2006 年指出，“由于动作场面精彩，他的一些作品至今仍在出版”。同样，Niewiadomski 和 Smuszkiewicz 也指出，尽管他作品中出现的科幻小玩意儿越来越过时，但这些故事本身却受益于“紧凑、有趣的情节（模仿托马斯·梅恩·里德和罗伯特·路易斯·史蒂文森的冒险小说） 、简单的叙事和不太突兀的说教，因此它们仍然当之无愧地受到读者的欢迎”。
他被公认为波兰科幻文学的先驱之一并被称为“波兰的儒勒·凡尔纳”。早在 1895 年，杂志Niwa  [ pl ] 的一位评论家就将乌明斯基与凡尔纳进行了比较。斯穆什凯维奇确实指出，尽管如此比较，但乌明斯基的作品在科幻主题和情节构建方面并不像凡尔纳的作品那么具有创新性，虽然他指出他的作品在教育青少年科学和爱国主义方面具有重要价值。他的动作场面也被拿来与亨利克·显克维奇进行比较。

## 私生活
他与安娜·纳塔利娅·贝恩 (Anna Natalia Bejn) 结婚，后者于 1951 年在他之前不久去世。他们有一个女儿，该女儿于 1945 年去世。

## 选集
以下列表主要收录了他的小说作品。非虚构类作品及译作略去。
- Zwycięzcy oceanu（1891 年，八个版本，以及捷克语翻译）
- Balonem do bieguna（1894 年，五版，并被译成法语和俄语）
- Podróż bez pieniędzy  [ pl ]（1894 年，七个版本）
- Wędrowna wyspa  [ pl ]（1893 年，一版）
- Żegluga powietrzna。 Balony i 航空飞行。洛特普塔库夫。 Maszyny latające。 Baterya gazowa do celów aeronautyki (1894)
- W nieznane światy（1895 年；1913 年以后的版本中更名为Na drugą Planetę，共九个版本，并翻译为希伯来语和俄语）
- Przygody emigrantów w puszczy brazylijskiej (1895 年，一版)
- W kraju ludożerców  [ pl ]（1896 年，两个版本）
- W pustyniach Australii  [ pl ]。 Opisy i przygody w podróży, dla młodzieży (1896 年，三个版本和希伯来语翻译)
- Od Warszawy do Ojcowa（1897 年，两个版本）
- Z odmętów morskich (1897 年，一版)
- Na falach Atlantyku  [ pl ]。 Przygody rozbitków pośród oceanu（1897 年，两个版本）
- 海洋我杰戈·塔杰姆尼斯(1899)
- Nansen pośród lodów północy。奥奇特·卢多维(1899)
- Na szczytach（1900 年，两个版本）
- Podróż naokoło świata piechotą。 T.1： W podobłocznych krainach  [ pl ]（1900 年，三个版本）
- Podróż naokoło Warszawy（1901 年，一版）
- 比亚维普通话。 Przygody rodziny polskiej na dalekim Wschodzie (1901, 两个版本)
- Tajemnicza bandera i flbustierowie  [ pl ]（1901 年；后来的版本重新命名并分为Tajemnicza bandera和 Flibustierowie；八个版本，塞尔维亚-克罗地亚语翻译和广播改编）
- Wygnańcy（1902年，一版）
- Człowiek leśny。 Opowiadanie podróżnika po Afryce (1903 年，一版)
- Historia biednego chłopca w pięciu częściach świata  [ pl ]（1903 年至 1905 年出版的三卷系列，有多个版本以及捷克语和/或斯洛伐克语翻译）
- W czarnej otchłani。 Kartka z życia górników (1908 年，一版)
- Samolotem naokoło świata  [ pl ]（1911 年，三个版本）
- Synowie puszczy  [ pl ]（1911 年，三个版本）
- Krwawy chleb（1912 年，一版，标题为Znojny chleb），八版
- Krzyż i półksiężyc。 Powieść dla młodzieży na tle ostatniej wojny bałkańskiej (1913，两个版本)
- Po kraju（1913 年，两个版本）
- Czarodziejski okręt（1916 年，三个版本）
- 克瓦瓦多拉。 Powieść z niedalekiej przeszłości (1918 年，一版)
- Przygody wojenne  [ pl ]（1919 年，一版）
- W głębinach oceanu  [ pl ]（1920 年，三个版本）
- Przygody łodzi podwodnej i inne opowiadania (1925 年，一版)
- Pod flagą polską。 Samochodem naokoło świata  [ pl ]。 Podróż skauta Jerzego Jelińskiego（1926 年，两个版本）
- 扎济姆斯基·斯维亚蒂(1948)

## 笔记
1. 然而， Krystyna Kuliczkowska  [ pl ]在 1973 年撰文指出，她无法在Przyjaciel Dzieci的档案中找到这样的短篇故事，这表明这个故事可能是轶事，或者 Umiński 在描述他这部分生活时犯了一些错误。
2. 乌明斯基出版了多部译本，有时经过编辑和修改，包括弗里德里希·J·帕耶肯（Friedrich J. Pajeken）  [德语]的《年轻的印度俘虏》 、（ Fridtjof Nansen）的《冰与夜：北极之旅的真实冒险》和费利克斯·冯·卢克纳（的《海魔》

## 进一步阅读
- Konieczny, Piotr. . Clute, John; Langford, David; Sleight, Graham  (编).  4th. 2024  [2024-03-02].